# Kruk srokaty
Kruk srokaty (Corvus albus) – gatunek ptaka z rodziny krukowatych (Corvidae). Szeroko rozpowszechniony w Afryce.
Uważa się go za małego kruka wielkości wrony, zwłaszcza ze względu na krzyżówki z krukiem somalijskim na obszarach, gdzie oba gatunki współwystępują, Półwysep Somalijski zwany Rogiem Afryki. Pomimo że jego zachowanie jest bardziej typowe dla euroazjatyckiego czarnowrona, kruk srokaty może stanowić współczesne połączenie (razem z krukiem somalijskim) pomiędzy euroazjatyckimi wronami a krukiem (Corvus corax).

## Charakterystyka

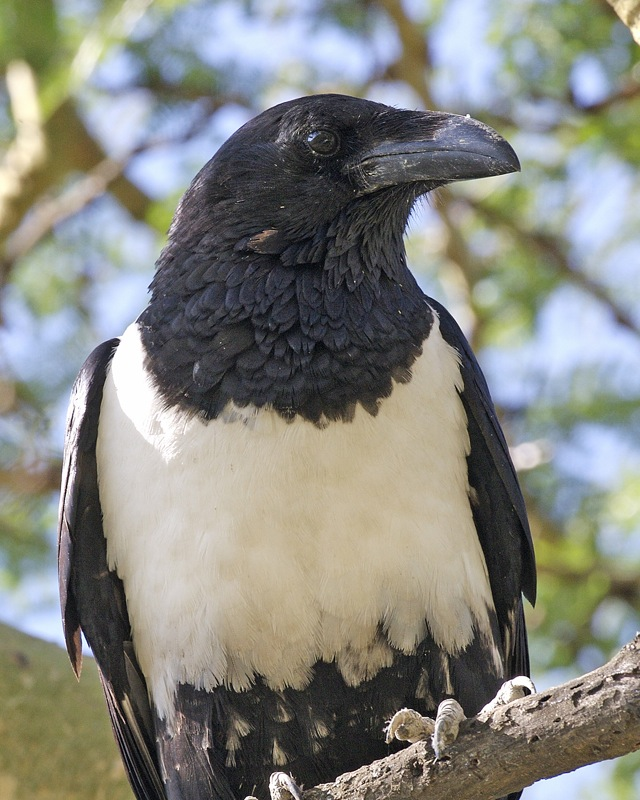
Zbliżenie na kruka srokatego

Ma zbliżoną wielkość do euroazjatyckiego czarnowrona lub jest nieco większy (długość ciała 46–50 cm), jednak ma proporcjonalnie większy dziób, trochę dłuższy ogon i skrzydła oraz dłuższe nogi. Jak sugeruje nazwa gatunku, posiada błyszcząco czarną głowę i szyję z dużymi wstawkami z białych piór od barków po dolne partie piersi. Ogon, dziób i skrzydła są również czarnej barwy. Oczy mają ciemnobrązową tęczówkę. Białe upierzenie osobników młodocianych jest zwykle przemieszane z czernią. Z wyglądu przypomina kruka wielkodziobego i grubodziobego, ale w porównaniu z nimi zaznacza się mniejszy dziób.
Wydaje odgłosy przypominające szorstkie ar-ar-ar-ar lub karh-karh-karh.

## Systematyka
Pierwszy raz kruka srokatego opisał Statius Müller w 1776 roku. Łacińska nazwa gatunkowa albus odnosi się do widocznej w ubarwieniu ptaka bieli. Nie wyróżnia się podgatunków.

## Występowanie
To najbardziej rozpowszechniony przedstawiciel rodzaju Corvus w Afryce. Występuje od subsaharyjskiej części Czarnego Kontynentu, szczególnie w Senegalu, Sudanie, Somalii i Erytrei, aż po Przylądek Dobrej Nadziei i Madagaskar, wyspy Komory, Aldabrę, Zanzibar, Pembę w Tanzanii i wulkaniczną wyspę Bioko.
Zasiedla głównie otwarte obszary z pobliskimi wioskami i miastami. Unika równikowych lasów deszczowych. Rzadko widuje się go z dala od ludzkich siedzib, choć nie jest tak przywiązany do miejskiego trybu życia jak azjatycka wrona orientalna (Corvus splendens). Można go zatem spotkać na wyludnionych terenach Erytrei.

## Zachowanie

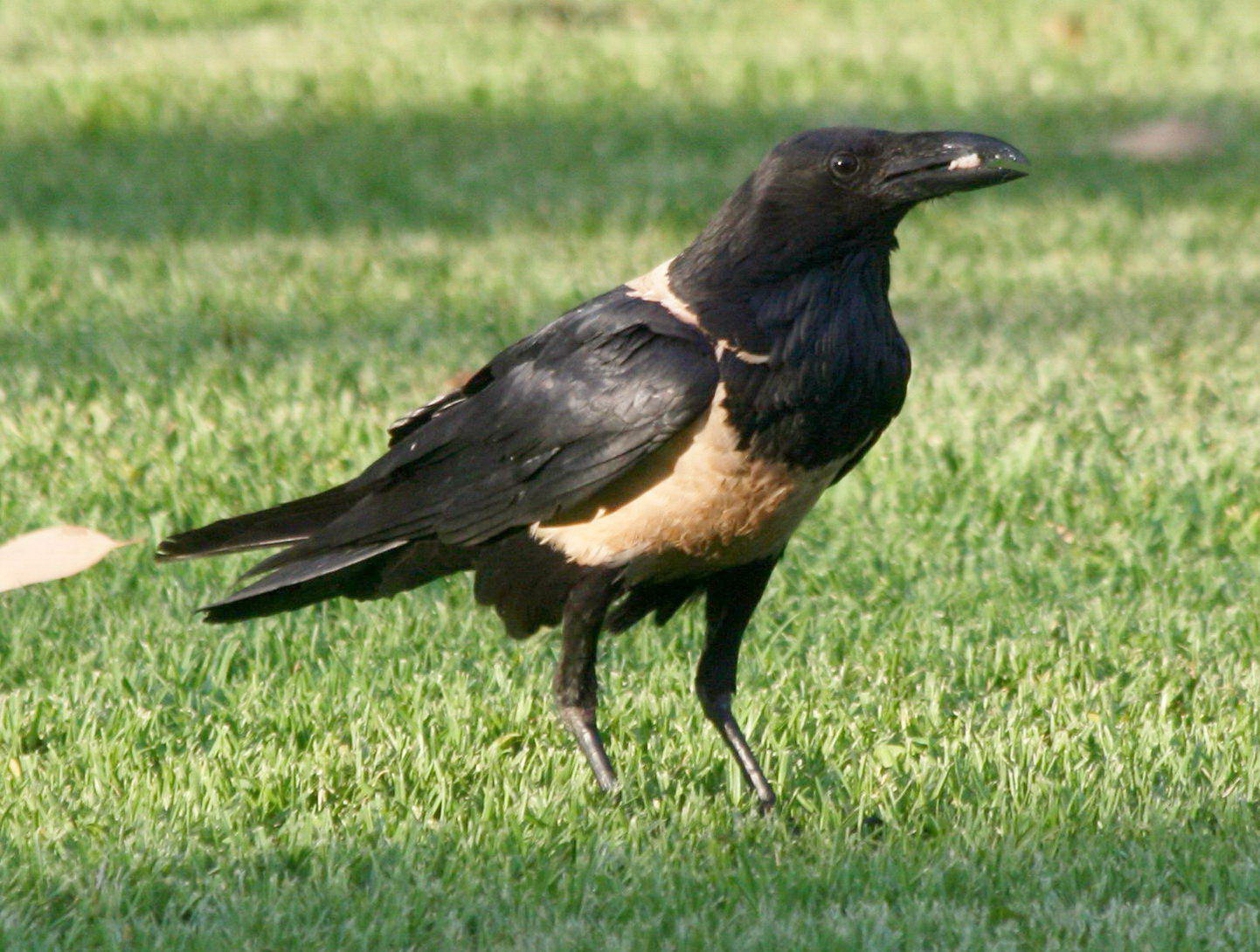
Większość pokarmu kruki srokate znajdują żerując na ziemi

Zwykle napotyka się kruki srokate żyjące w parach lub małych grupach, chociaż obfitujące w pokarm miejsca mogą przyciągnąć dużą liczbę tych ptaków. Gatunek ten zachowuje się w podobny sposób, jak wrona siwa i czarnowron. W Dakarze zaobserwowano kruki gromadnie przelatujące w towarzystwie rybołowów i gadożerów, ale unikające kani czarnej.

## Pożywienie
Większa część pokarmu zbierana jest z ziemi, jak owady lub inne małe bezkręgowce, gady, ssaki, młode ptaki i jaja, ziarna zbóż, orzechy ziemne, padlina, pozostawione przez człowieka resztki jedzenia lub owoce. Zanotowano zabicie i zjedzenie siedzącego na gałęzi nietoperza owocożernego. Często spotkać go można (nawet w dużych ilościach), jak wygrzebuje pozostałości w okolicach rzeźni.

## Okres lęgowy
Gniazdo znajduje się przeważnie na wysokim, izolowanym drzewie, choć czasami wykorzystuje mniejsze okazy (zależy to od zasobności terenu w tego typu zadrzewienia). Może też wykorzystywać słupy telefoniczne. Oboje płcie uczestniczą w budowie gniazda. Lęg składa się z 3–6 jaj, które samica składa od września do listopada (w zależności od szerokości geograficznej). Jaja są blado zielono nakrapiane ze zmienną ilością brązowego odcienia. Gdy samica schodzi z gniazda, zakrywa je dostępnym materiałem. Wysiadywanie trwa 18–19 dni, a młode są w pełni opierzone po 45 dniach od wyklucia. Obie płcie wychowują młode.

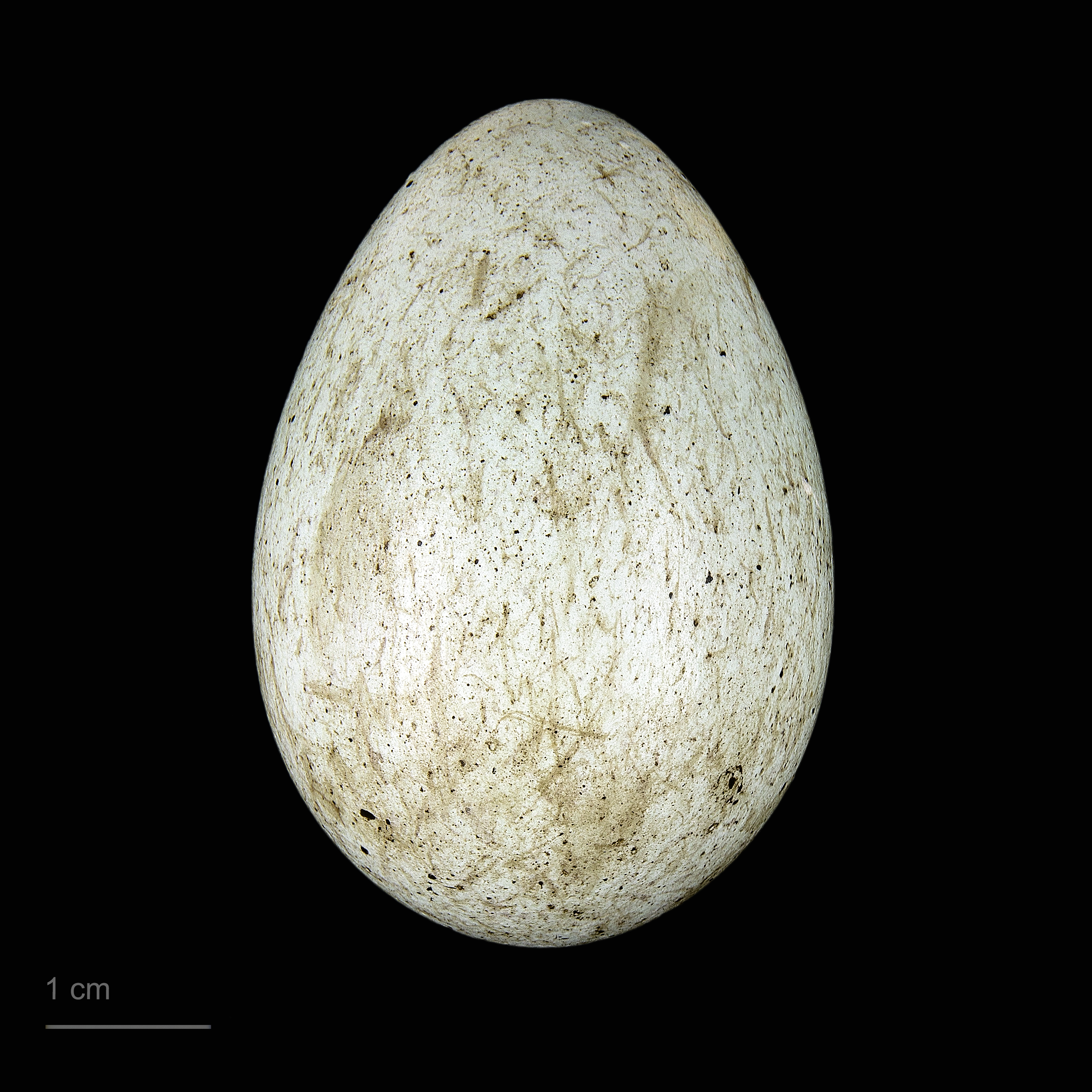
Corvus albus

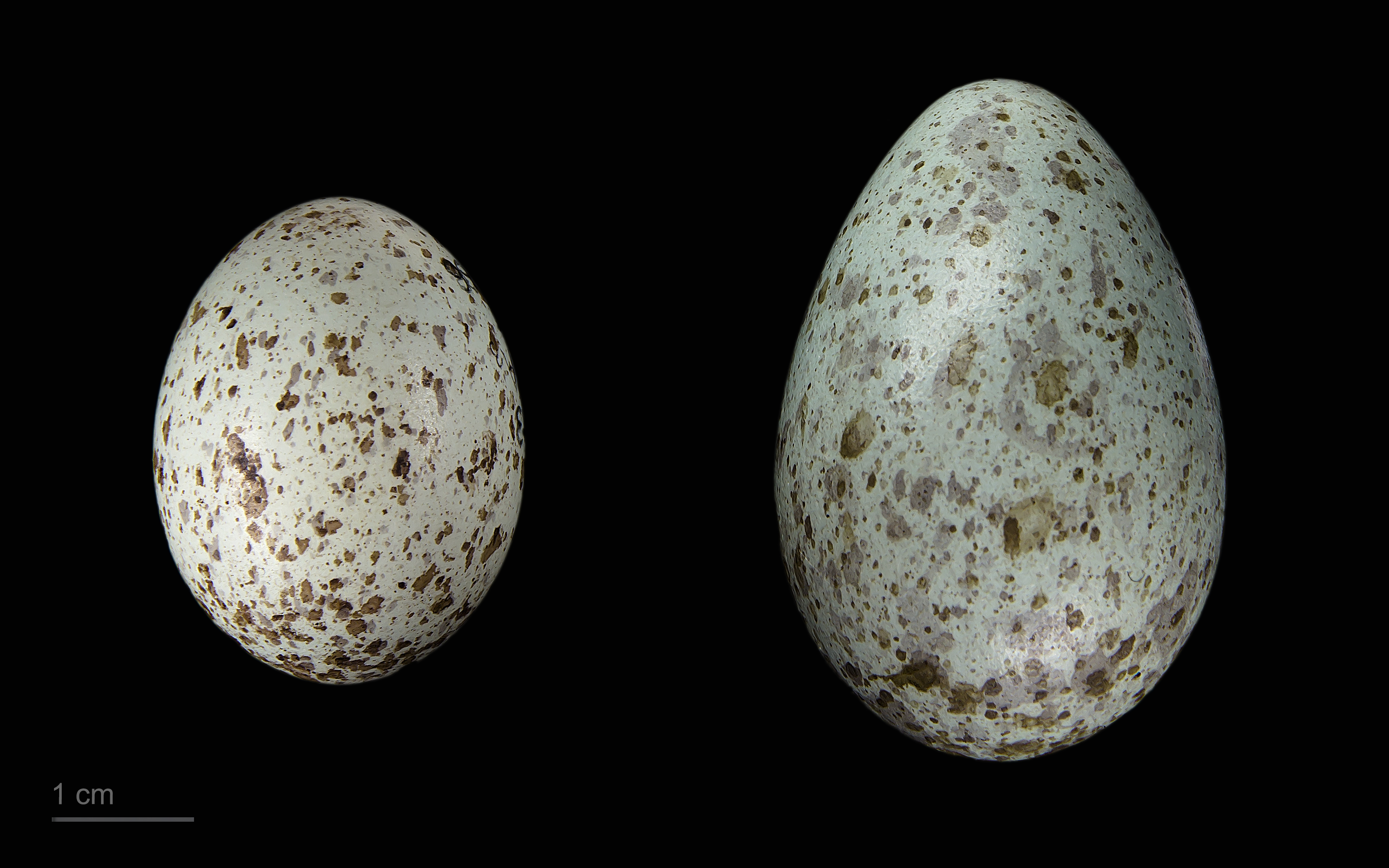
Clamator glandarius + Corvus albus

## Status
IUCN uznaje kruka srokatego za gatunek najmniejszej troski (LC, Least Concern). Liczebność populacji nie została oszacowana, ale ptak ten opisywany jest jako pospolity, a lokalnie bardzo liczny, choć ściśle związany z siedzibami ludzkimi. Trend liczebności populacji oceniany jest jako stabilny.